# Центр социокультурных экспертиз
Центр социокультурных экспертиз — российская автономная некоммерческая организация, получившая известность благодаря проведению экспертиз по уголовным делам Юрия Дмитриева и Pussy Riot, а также по делу признания свидетелей Иеговы экстремистами. Учреждена в 2014 году Наталией Крюковой и Виталием Батовым.

## Критика
Директор информационно-аналитического центра «Сова» Александр Верховский охарактеризовал Крюкову и Батова как «легендарных экспертов, которые готовы писать про всё что угодно абсолютно <…> и с таким, каким надо результатом всегда».
Научный сотрудник Центра независимых социологических исследований и академический директор проекта «Экспертное сообщество и проблема прав человека в России» Дмитрий Дубровский в беседе с обозревателем «Новой газеты» Галиной Мурсалиевой указывает, что эксперты Центра социокультурных экспертиз получили значительную известность в качестве «экспертов по вызову следствия». Дубровский считает, что подобных экспертов в России относительно мало, но их ценность для стороны обвинения очень велика, так как эти эксперты в кратчайшие сроки пишут «невероятное количество абсурда», всегда поддерживая обвинение. Дубровский отмечает некомпетентность сотрудников центра, в качестве примера указывая, что кандидат педагогических наук Наталия Крюкова, работавшая учителем математики, и ещё двое экспертов центра, не являющихся ни  религиоведами, ни лингвистами, выполнили лингвистическо-религиоведческую судебную экспертизу и признали экстремистскими несколько книг свидетелей Иеговы.